# Kudlovice
Kudlovice település Csehországban, a Uherské Hradiště-i járásban. Kudlovice Jankovice, Košíky, Babice, Traplice, Halenkovice és Spytihněv településekkel határos. Lakosainak száma 982 fő (2024. január 1.).

## Népesség
A település lakosságának változását az alábbi diagram mutatja:
| Lakosok száma | 639  | 804  | 918  | 976  | 913  | 907  | 959  | 980  | 933  | 982  |
|               | 1869 | 1900 | 1921 | 1961 | 1980 | 2011 | 2016 | 2019 | 2021 | 2024 |